# Зюттерлин, Людвиг
Людвиг Зюттерлин (нем. Ludwig Sütterlin; 23 июля 1865, Лар — 20 ноября 1917, Берлин) — художник-график, дизайнер книг, мастер шрифтового дизайна и педагог. Разработал шрифт, названный его именем.

## Биография
Зюттерлин в 1888 переехал из своего родного города Лар в Шварцвальде в Берлин. В берлинском Художественном музее он стал учеником художника-графика Эмиля Дёплера. Именно в это время Дёплер создал эскиз нового герба Германской империи, императорского орла. Учителем Зюттерлина был также исторический художник Макс Фридрих Кох.
Зюттерлин стал автором дизайна множества известных постеров (включая плакат с молотом, представленный на Берлинской торговой ярмарке 1896 года), стеклянных изделий («Вазы Зюттерлина») и изделий из кожи. В 1902 году он разработал богато украшенное издание «Вехи мировой литературы в оригинальных произведениях», что привлекло к нему широкое внимание.
Зюттерлин преподавал в образовательном учреждении при Королевском музее искусств и ремесел в Берлине, где давал профессиональные уроки (мастер-классы) по книгопечати. Он также преподавал в Объединенных государственных школах свободного и прикладного искусства, где вёл курсы художественного письма.
Умер в 1917 году, вероятно, став одной из многих жертв голода, начавшегося из-за торговой блокады Германии Антантой во время Первой мировой войны.

Примеры работ Людвига Зюттерлина
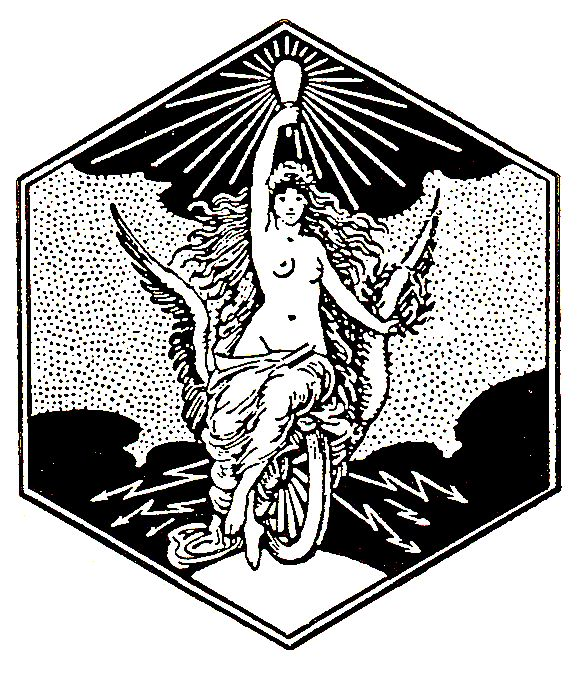
Первый товарный знак для компании AEG , 1894
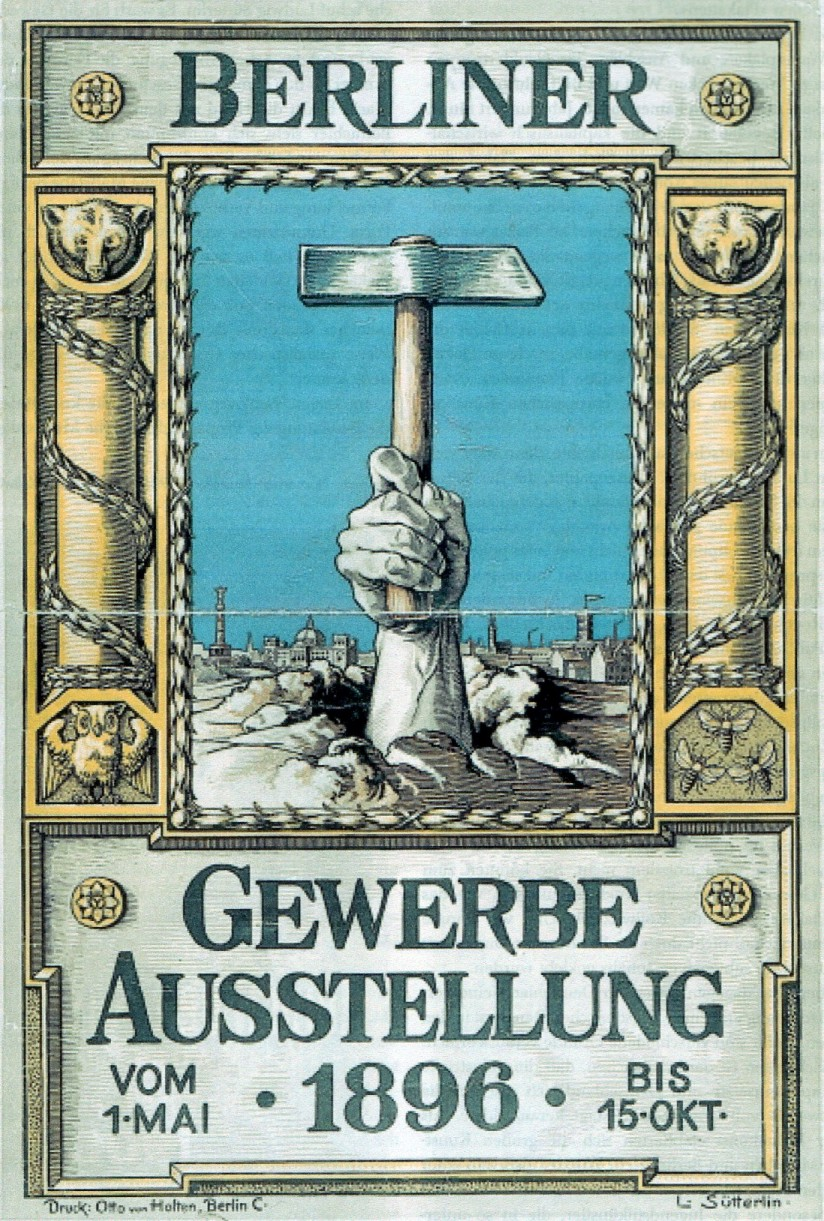
Плакат  промышленной выставки 1896 года, знаменитый "Молот" Зюттерлина
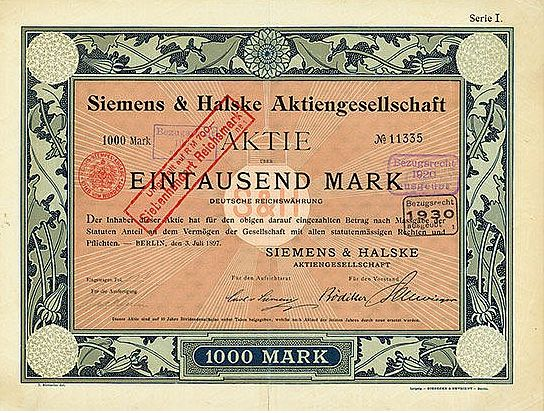
Акция компании Siemens & Halske , 1897
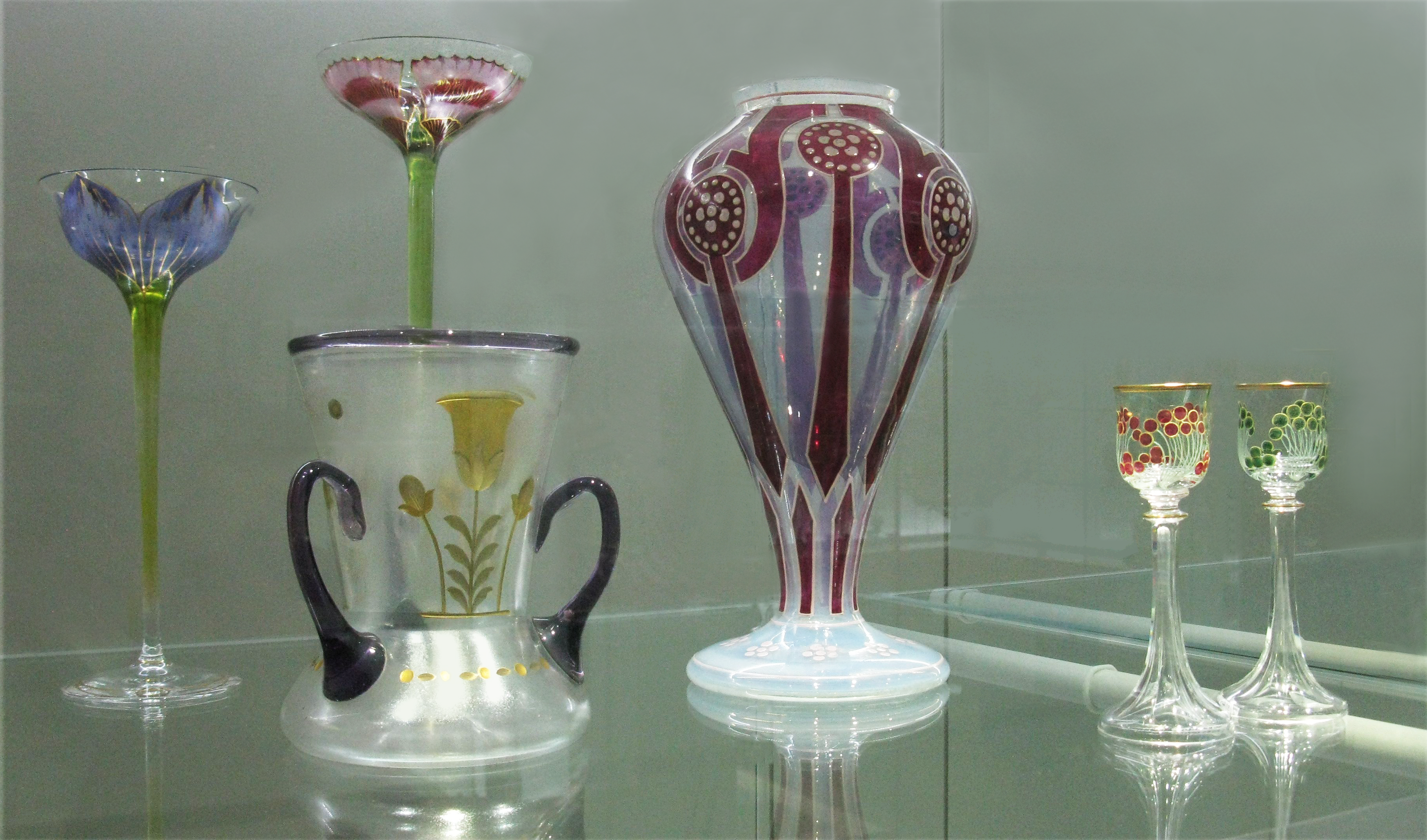
Дизайн для стекольного завода "Fritz Heckert", 1900-1910
Дизайн титульного листа издания "Вехи мировой литературы в оригинальных произведениях", 1902 г.

## Шрифты Зюттерлина для школы

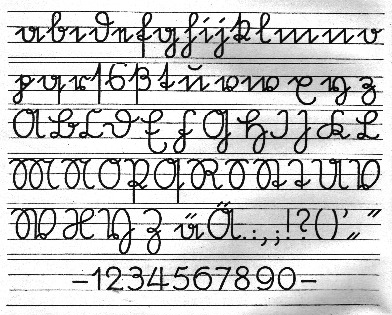
Немецкий оригинал (с 1924 г.)

В 1911 году по заказу Министерства культуры Пруссии Людвиг Зюттерлин переработал существовавший в то время немецкий готический курсив (известный также, как «угловой шрифт»), убрав много лишних деталей и упростив написание, в результате чего обучение в школах письму стало намного проще.
Зюттерлин развил идеи реформатора шрифтов Рудольфа фон Лариша (1856—1934) и разработал более удобный для детей метод написания стальными, а не гусиными перьями. В новом дизайне все буквы писались вертикально, без наклона, и состояли из прямых линий и круглых форм.
Новый шрифт был представлен в 1914 году министру культуры Пруссии и комитету экспертов и с 8 июля 1915 года принят к использованию. 13 июня 1918 года шрифт Зюттерлина был объявлен обязательным по всей Пруссии, а затем и в других землях Германии. С 1935 года шрифт Зюттерлина был включен в учебную программу и использовался до тех пор, пока указом от 1941 года готический шрифт не был запрещен для изучения в школах.